# SN 2009in
SN 2009in – supernowa typu Ia-pec odkryta 25 sierpnia 2009 roku w galaktyce M-02-59-13. W momencie odkrycia miała maksymalną jasność 16,50m.